# FC Sochaux-Montbéliard
FC Sochaux este un club de fotbal din Montbéliard, Franța, care evoluează în Ligue 2.

## Palmares
- Ligue 1
  - Campioana: 1935, 1938
  - Finalista: 1937, 1953, 1980
- Coupe de France
  - Campioana: 1937, 2007
  - Finalista: 1959, 1967, 1988
- Coupe de la Ligue
  - Campioana: 1953, 1963, 1964, 2004
  - Finalista: 2003
- Ligue 2
  - Campioana: 1947, 2001
  - Finalista: 1964, 1988
- Coupe Gambardella
  - Campioana: 1983, 2007, 2015
  - Finalista: 1975, 2010

## Internaționali importanți
André Maschinot
Etienne Matler
Roger Courtois
André Abegglen
Hector Cazenave
Laurent di Lorto
Jean Jacques Marcel
Bernard Bosquier
Bernard Genghini
Albert Rust
Faruk Hadzibegic
Omar Daf
Brown Ideye
Ryad Boudebouz
Jordan Ayew

## Istorie managerială
| Manager           | Ani       |
| ----------------- | --------- |
| Maurice Bailly    | 1928–1929 |
| Victor Gibson     | 1929–1934 |
| Maurice Bailly    | 1934      |
| André Abegglen    | 1936      |
| Conrad Ross       | 1936–1939 |
| Paul Wartel       | 1939–1944 |
| Étienne Mattler   | 1944–1946 |
| Paul Wartel       | 1946–1952 |
| Gaby Dormois      | 1952–1957 |
| Paul Wartel       | 1957–1960 |
| Ludwig Dupal      | 1960–1962 |
| Roger Hug         | 1962–1966 |
| Georges Vuillaume | 1966–1967 |
| Dobrosav Krstić   | 1967–1969 |
| Paul Barret       | 1969–1977 |
| Jean Fauvergue    | 1977–1981 |
| Pierre Mosca      | 1981–1984 |
| Silvester Takač   | 1984–1985 |

| Manager                   | Ani                  |
| ------------------------- | -------------------- |
| Jean Fauvergue            | 1985–1987            |
| Paul Barret               | 1987                 |
| Silvester Takač           | 1987–1994            |
| Jacques Santini           | 1994–1995            |
| Didier Notheaux           | 1995–1996            |
| Faruk Hadžibegić          | 1996–1998            |
| Philippe Anziani          | 1998–1999            |
| Jean Fernandez            | 1999–2002            |
| Guy Lacombe               | 2002–2005            |
| Dominique Bijotat         | 2005–2006            |
| Alain Perrin              | 2006–2007            |
| Frédéric Hantz            | 2007                 |
| Jean-Luc Ruty (caretaker) | 2007                 |
| Francis Gillot            | 2008–2011            |
| Mehmed Baždarević         | 2011-2012            |
| Éric Hély                 | 2012-2013            |
| Hervé Renard              | 2013-2014            |
| Olivier Echouafni         | 2014-septembrie 2015 |
| Omar Daf, Éric Hély       | septembrie 2015      |
| Albert Cartier            | octombrie 2015-2017  |
| Peter Zeidler             | 2017-2018            |
| José Manuel Aira          | 2018-noiembrie 2018  |
| Omar Daf                  | noiembrie 2018-      |